# All of My Love (Destiny Chukunyere)
All of My Love è un singolo della cantante maltese Destiny Chukunyere pubblicato il 28 aprile 2020 su etichetta discografica Elija Music. Il brano è stato scritto da Bernarda Brunovic, Borislav Milanov, Sebastian Arman, Dag Lundberg, Joacim Persson e Cesár Sampson.
In seguito alla sua vittoria al talent show X Factor Malta, Destiny Chukunyere è divenuta di diritto la rappresentante maltese all'Eurovision Song Contest 2020. Il brano è stato selezionato internamente dall'ente radiotelevisivo nazionale PBS per rappresentare l'isola a Rotterdam, nei Paesi Bassi. Il video musicale è stato presentato il 9 marzo 2020.